# مقاطعة ديفيدسون (كارولاينا الشمالية)
مقاطعة ديفيدسون (بالإنجليزية: Davidson County)‏ هي إحدى مقاطعات ولاية كارولاينا الشمالية في الولايات المتحدة الأمريكية. مركز المقاطعة أو مقعدها هي مدينة ليكسينغتون. تأسست هذه المقاطعة سنة 1822.أصل هذه المقاطعة يأتي من: مقاطعة روان.